# Denis Men'šov
Denis Nikolaevič Men'šov (in russo Денис Николаевич Меньшов?; trasl. franc. Denis Menchov; Orël, 25 gennaio 1978) è un dirigente sportivo ed ex ciclista su strada russo.
Professionista dal 2000 al 2013, specialista delle corse a tappe, in carriera ha vinto una Vuelta a España e un Giro d'Italia. È stato direttore sportivo del team Gazprom-RusVelo.

## Carriera

### I primi anni
Dopo aver praticato calcio e nuoto, all'età di quindici anni comincia a dedicarsi al ciclismo. Esordisce come professionista nel 2000, tra le file della formazione spagnola Banesto, dopo aver firmato un contratto già nel 1998 e aver trascorso alcuni mesi da stagista nell'annata seguente; si mette presto in luce, come futuro possibile vincitore di corse a tappe, imponendosi nella classifica generale del Tour de l'Avenir 2001 e vincendo la maglia bianca di miglior Under 25 al Tour de France 2003. Nel 2002 aveva peraltro fatto sua la tappa del Mont Ventoux al Giro del Delfinato.
Nel 2004 si aggiudica la Vuelta al País Vasco e una tappa alla Vuelta a España, e al termine della stagione si accasa alla squadra olandese Rabobank.

### Le vittorie alla Vuelta
Arriva proprio nel 2005, e proprio alla Vuelta, trionfa nelle due frazioni a cronometro e conclude secondo nella generale a 4'36" dallo spagnolo Roberto Heras.
Nel 2006 vince la tappa del Mont Ventoux, come quattro anni prima, al Giro del Delfinato e quella pirenaica di Val d'Aran al Tour de France (in cui, alla fine, è quinto). L'anno dopo si ripete in Spagna aggiudicandosi la Vuelta: in quell'edizione guida la classifica generale per due settimane dopo aver preso la leadership nella tappa di Cerler, sui Pirenei. Nel 2008 corre sia Giro d'Italia che Tour de France, piazzandosi rispettivamente quinto, e, in seguito alla squalifica di Bernhard Kohl alla Grande Boucle, terzo nella generale finale.

### Il trionfo al Giro 2009

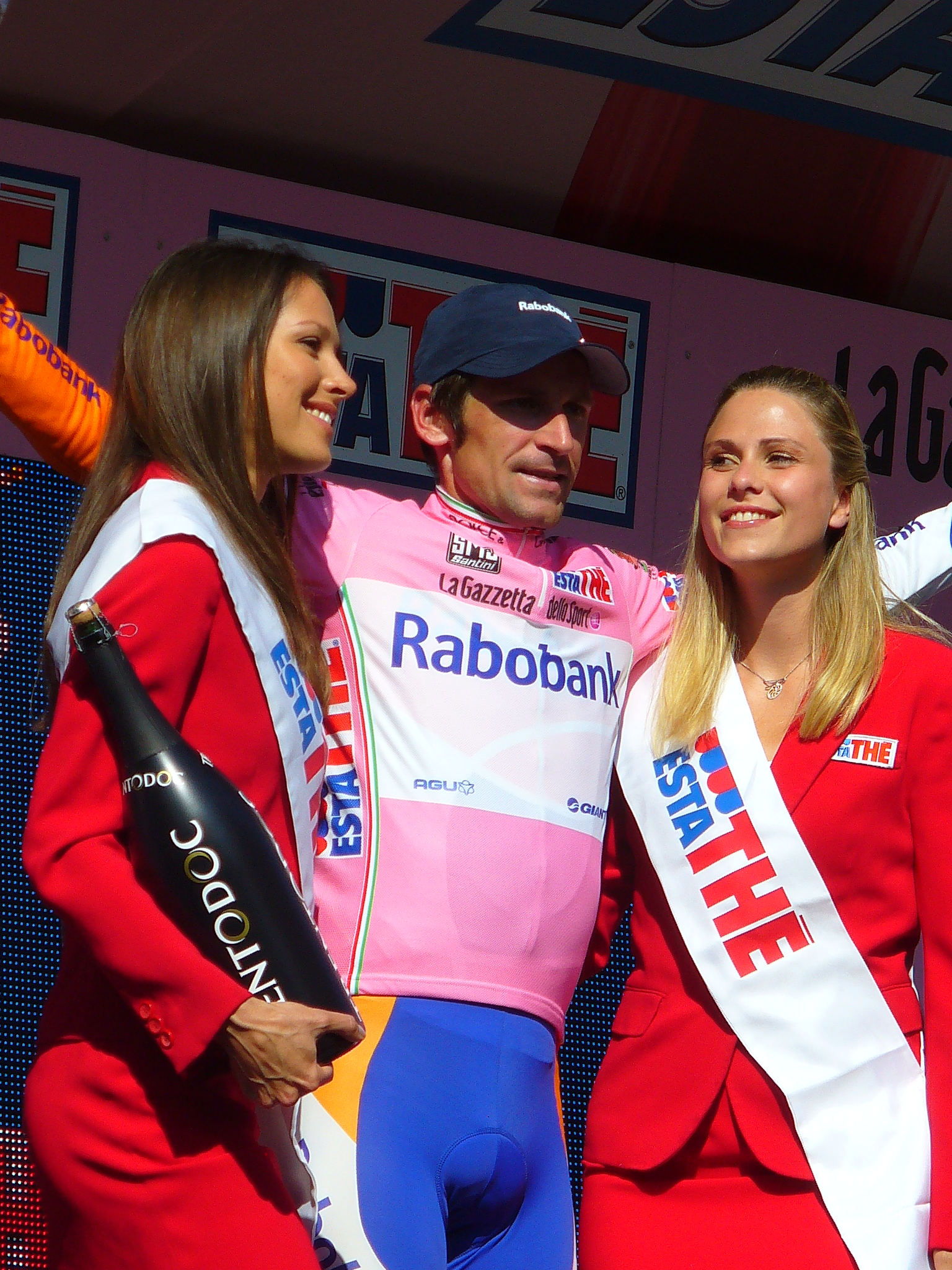
Men'šov al termine della Napoli-Anagni del Giro d'Italia 2009

Apre il 2009 con il successo alla Vuelta a Murcia, e in maggio partecipa al Giro d'Italia con l'obiettivo dichiarato di vincere. È presto protagonista, si aggiudica infatti la quinta frazione della corsa, sull'Alpe di Siusi, entrando così a far parte dell'élite di atleti in grado di vincere almeno una tappa nei tre grandi giri; si ripete otto giorni dopo nella cronometro delle Cinque Terre andando a conquistare anche la sua prima maglia rosa. Il 31 maggio il successo è definitivo: Men'šov vince il Giro d'Italia del centenario, rischiando di perderlo a favore di Danilo Di Luca (poi squalificato per uso di sostanze dopanti) per una caduta nell'ultima cronometro. È il terzo russo dopo Evgenij Berzin e Pavel Tonkov a vincere la corsa a tappe italiana. Corre poi il Tour de France ma rimane sempre lontano dai migliori e chiude cinquantunesimo.
Nel 2010 non partecipa al Giro d'Italia; è invece al via del Tour de France con ambizioni di vittoria. Solo dopo la diciannovesima tappa, a cronometro, riesce a strappare il terzo posto a Samuel Sánchez arrivando, per la seconda volta, sul podio della Grande Boucle.. Solo nel febbraio 2012, a seguito della squalifica di Alberto Contador, verrà accreditato del secondo posto.
Il 19 agosto seguente firma un contratto per il biennio 2011-2012 con il team Geox-TMC di Mauro Gianetti. Nel 2011 partecipa ancora una volta al Giro, chiudendo al settimo posto finale ma senza mai lottare per le posizioni sul podio. Corre anche la Vuelta a España, vinta già nel 2007, come uno dei favoriti per la vittoria finale: una caduta però lo condiziona durante la gara e non gli permette di essere protagonista nella lotta per la maglia rossa. Conclude secondo nella tappa a cronometro di Peñafiel, a dodici secondi dal vincitore Peter Velits; al termine della corsa è quarantunesimo. Termina la gara al quinto posto della generale. In seguito alla squalifica per doping di Contador, gli è stata attribuita la vittoria nella seconda tappa della Vuelta a Murcia 2011.
Nel 2012 partecipa alla Vuelta aiutando il suo capitano Joaquim Rodríguez nella inutile difesa della maglia rossa e vincendo la penultima tappa con arrivo sulla durissima Bola del Mundo.
Nel maggio del 2013 annuncia il ritiro dall'attività agonistica, a causa di problemi a un ginocchio.

### La squalifica per doping
Il 12 luglio 2014 viene squalificato dall'UCI a causa di alcune irregolarità nel suo passaporto biologico che sarebbero relative ai Tour de France del 2009, del 2010 e del 2012. Il ciclista russo perde così il podio conquistato nel Tour de France 2010: inizialmente terzo, Men'šov era salito al secondo posto dopo la squalifica di Alberto Contador per il caso clenbuterolo.

## Palmarès

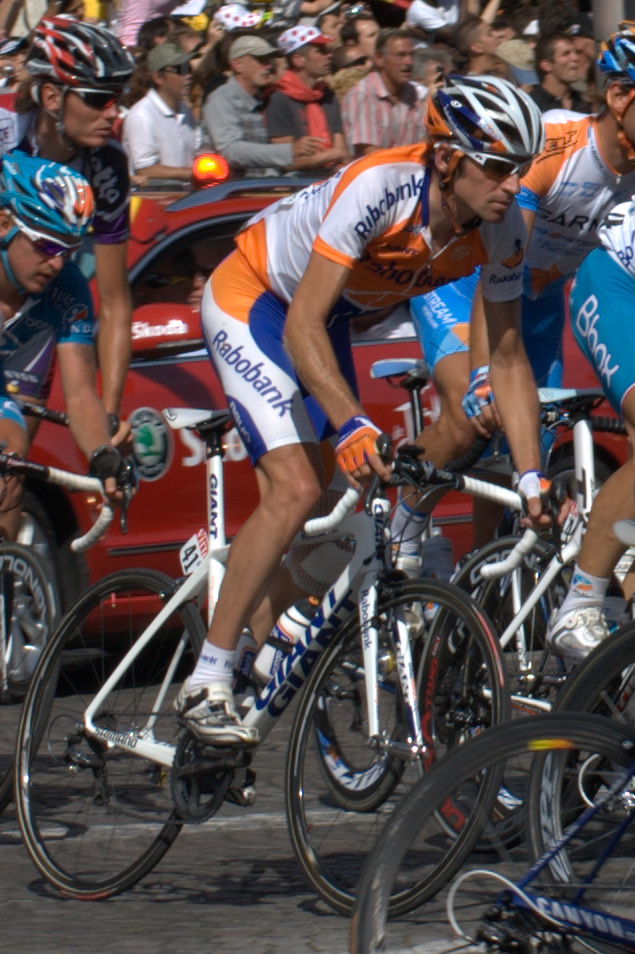
Men'šov a Parigi al Tour de France 2009

- 1995 (Juniores)

Classifica generale Athína
1ª tappa Course de la Paix Juniors
Classifica generale Course de la Paix Juniors
- 1997 (Juniores)

3ª tappa, 1ª semitappa Paths of King Nikola (Niksic > Ulcinj)
3ª tappa, 2ª semitappa Paths of King Nikola (Ulcinj > Bar, cronometro)
Classifica generale Paths of King Nikola
2ª tappa Okolo Slovenska (Banska Stiavnica > Banska Stiavnica)
4ª tappa Volta Ciclista Provincia Tarragona
2ª tappa Volta Ciclista Internacional a Lleida (Seo de Urgel > Vigo)
3ª tappa, 1ª semitappa Volta Ciclista Internacional a Lleida (Barruera > Lleida)
Classifica generale Volta Ciclista Internacional a Lleida
- 1998 (due vittorie)

Classifica generale Ronde de l'Isard
Classifica generale Volta Ciclista Provincia Tarragona
- 1999 (Banesto, quattro vittorie)

1ª tappa, 2ª semitappa Vuelta a Albacete (Albacete > Albacete)
Classifica generale Vuelta a Albacete
2ª tappa Vuelta a Palencia (Santibáñes de Esgueva > Villaverde de la Peña)
Gurutze Deuna Saria
- 2001 (Banesto, una vittoria)

Classifica generale Tour de l'Avenir
- 2002 (Banesto, una vittoria)

2ª tappa Critérium du Dauphiné Libéré (Tournon > Mont Ventoux)
- 2003 (Banesto, una vittoria)

Clásica a los Puertos de Guadarrama
- 2004 (Illes Balears - Banesto, cinque vittorie)

6ª tappa Parigi-Nizza (Rasteau > Gap)
4ª tappa Vuelta al País Vasco (Vitoria > Lekunberri)
Classifica generale Vuelta al País Vasco
1ª tappa Vuelta a Aragón (Teruel > Estación De Esqui De Valdelinares)
5ª tappa Vuelta a España (Saragozza > Morella)
- 2005 (Rabobank ProTeam, due vittorie)

1ª tappa Vuelta a España (Granada > Granada, cronometro)
9ª tappa Vuelta a España (Lloret de Mar > Lloret de Mar, cronometro)
- 2006 (Rabobank ProTeam, due vittorie)

4ª tappa Critérium du Dauphiné Libéré (Tain-I Hermitage > Monte Ventoux)
11ª tappa Tour de France (Tarbes > Val d'Aran - Pla-de-Beret)
- 2007 (Rabobank ProTeam, tre vittorie)

5ª tappa Volta Ciclista a Catalunya (Sornàs > Vallnord-Arcalís)
10ª tappa Vuelta a España (Benasque > Estación de esquí de Ordino Arcalís)
Classifica generale Vuelta a España
- 2009 (Rabobank ProTeam, cinque vittorie)

Classifica generale Vuelta a Murcia
5ª tappa Giro d'Italia (San Martino di Castrozza > Alpe di Siusi)
10ª tappa Giro d'Italia (Cuneo > Pinerolo)
12ª tappa Giro d'Italia (Sestri Levante > Riomaggiore, cronometro)
Classifica generale Giro d'Italia
- 2011 (Geox-TMC Transformers, una vittoria)

2ª tappa Vuelta a Murcia (Estrella Levante > Alto de Espuña)
- 2012 (Team Katusha, due vittorie)

Campionati russi, Prova a cronometro
20ª tappa Vuelta a España (Segovia > Bola del Mundo)

### Altri successi
- 2002 (Banesto)

Classifica giovani Grand Prix du Midi Libre
- 2003 (Banesto)

Criterium Comunidad Foral de Navarra
2ª tappa Vuelta Castilla y Leon (Venta de Baños, cronosquadre)
Classifica giovani Grand Prix du Midi Libre
Classifica giovani Tour de France
- 2005 (Rabobank ProTeam)

Classifica combinata Vuelta a España
Criterium di Armilla
- 2007 (Rabobank ProTeam)

Classifica punti Volta a Catalunya
Classifica scalatori Vuelta a España
Classifica combinata Vuelta a España
- 2009 (Rabobank ProTeam)

Classifica punti Giro d'Italia
Trofeo Vincenzo Torriani Giro d'Italia

## Piazzamenti

### Grandi Giri
- Giro d'Italia

2008: 5º
2009: vincitore
2011: 7º
- Tour de France

2001: 47º
2002: 93º
2003: 11º
2004: ritirato (13ª tappa)
2005: 85º
2006: 5º
2007: ritirato (17ª tappa)
2008: 3º
2009: 51º
2010: 2º
2012: 15º
- Vuelta a España

2004: ritirato (14ª tappa)
2005: 2º
2006: non partito (11ª tappa)
2007: vincitore
2010: 41º
2011: 4º
2012: 54º

### Classiche monumento
- Liegi-Bastogne-Liegi

2001: ritirato
2002: 92º
2004: 15º
2008: 93º
2010: 45º

### Competizioni mondiali
- Campionati del mondo

Hamilton 2003 - In linea: 53º
Madrid 2005 - Cronometro: 23º
Madrid 2005 - In linea: 23º
Stoccarda 2007 - In linea: 47º
Valkenburg 2012 - Cronosquadre: 7º
- Giochi olimpici

Atene 2004 - In linea: ritirato
Pechino 2008 - In linea: 59º
Pechino 2008 - Cronometro: 19º
Londra 2012 - In linea: 98º
Londra 2012 - Cronometro: 20º

### Competizioni europee
- Campionati europei

Lisbona 1999 - In linea Under-23: 44°